# Lucky Ducky
Pour plus de détails, voir Fiche technique et Distribution.
Lucky Ducky est un film américain réalisé par Tex Avery, sorti en 1948. Il met en scène les personnages de deux chiens chasseurs de canards.

## Synopsis
L'avant-propos du dessin animé indique : « Dédié aux chasseurs de canards qui partent à l'aube avec un fusil chargé... et rentrent tard chargés... »
Deux chiens chasseurs avec leur fusil dans une barque attendent 6 heures, l'heure où la chasse commence (il y a une pointeuse au bord du lac). Pendant ce temps, une multitude invraisemblable de canards couvre l'eau et le ciel, et certains les narguent en dansant sur le plat-bord. À 6 heures exactement, il ne reste plus un seul oiseau en vue... sauf une cane emportant son nid avec un œuf. Les chiens font chuter l'œuf, qui éclot. Le caneton enlève le reste de sa coquille telle une effeuilleuse et plonge à l'eau. Il noue les canons des armes qui le visaient, perce le fond de la barque. Le petit chien bouche le trou avec ses mains mais l'eau passe par ses oreilles ; le grand chien lui bouche aussitôt les oreilles, mais l'eau passe par ses propres oreilles. Le petit chien tourne alors la truffe de l'autre comme un robinet et interrompt enfin le flot. Le caneton apparaît par le trou, aussi le petit chien le vise à travers et tire. Mais le canon a été bouché avec une pince à linge, et il explose quand le grand chien la retire. Avec une rare force, le caneton harceleur s'empare de la barque et la frappe sur l'eau. Le petit chien essaye de démarrer le moteur avec une corde. Le grand lève l'ancre puis essaye de faire de même, mais sans regarder : il entoure la tête avec la corde à la place du moteur, déjà en route. 
Le moteur surpuissant de la barque laisse le lac à sec sur son passage, taille un chemin dans une bande de terre, sculpte un tronc faisant gué en un pont ouvragé et après, deux arbres en un escalier et une échelle de bois, puis va sur la route et sculpte les têtes du Mont Rushmore. Un arbre prend dans ses « bras » un plus petit menacé d'être détruit dans le sillage. Le moteur est arrêté momentanément pour traverser un passage dangereux à pieds, puis la course reprend. Ils passent en deux dimensions quand ils se glissent entre deux arbres jumeaux, puis à nouveau dans l'autre axe quand ils s'écrasent contre une paroi. Tous s'arrêtent au croisement protégé annonçant « un passage d'école » : plutôt q'un bus scolaire, c'est un bâtiment d'école qui passe ! À un moment de la poursuite, ils débordent de la limite de l'espace en couleur, passent en noir et blanc, et doivent alors reculer. Acculé au bord d'une falaise, le caneton fait pousser un arbre en une seconde. Le grand chien veut l'abattre avec une hache mais prend le petit chien pour l'outil. Au bout d'un moment, il se rend compte de sa bêtise. Le petit chien recrache des bûchettes.
Le grand chien retrouve le caneton par son flair, mais l'anatidé remplit sa truffe de poivre (comme une boîte) et met entre ses mains une tarte à la fraise et à la chantilly. Le grand chien éternue et recouvre l'autre de la tarte, ce qui le transforme en un petit Père Noël. Plus tard, le grand chien, qui fouille un arbre creux, se fait renvoyer la main dans sa bouche. Puis son fusil s'effraie devant le masque horrible brandi par le caneton : il crie, rapetisse de peur et devient mou. Fou de rage, le grand chien prend le fusil de l'autre et tire plusieurs fois, mais sans faire feu. Il examine la cartouche, la passe à son acolyte, qui l'examine de même. La cartouche explose et le noircit en blackface. Le grand chien reprend la cartouche explosée... qui explose à nouveau et le noircit aussi. À un moment, la piste du caneton reniflée par les fusils se partage. Le petit chien a l'idée d'utiliser un appeau. Mais le caneton en sort et répond avec son propre appeau. Alors qu'ils ont repris la chasse en barque, le caneton sort un panneau d'arrêt : c'est le moment de la fermeture de la chasse pour ce jour. Les canards reviennent en masse et narguent les chiens à nouveau, avec le caneton horripilant en plus.

## Fiche technique
Source IMDb
- Titre : Lucky Ducky
- Réalisation : Tex Avery
- Scénario : Heck Allen (en) (non crédité) et Rich Hogan
- Musique : Scott Bradley
- Montage : Fred MacAlpin
- Production : Fred Quimby (William Hanna en coproducteur, non crédité)
- Société de production : Metro-Goldwyn-Mayer
- Distributeurs : 
  - États-Unis : Metro-Goldwyn-Mayer (MGM), 1948, au cinéma
  - Canada : Metro-Goldwyn-Mayer (MGM), 1948, au cinéma
  - Canada : MGM/UA Home Entertainment, 1992, Vidéo VHS
- Pays d'origine : États-Unis
- Format : Couleurs (Technicolor) - 1,37:1 -  35 mm - son mono (Western Electric Sound System) - procédé cinématographique : sphérique
- Durée : 7 minutes
- Genre : court métrage de dessin animé comique
- Date de sortie : 
  - États-Unis : 9 octobre 1948

### Animation
Animateurs :
- Preston Blair
- Walter Clinton
- Grant Simmons
- Irven Spence (animateur supplémentaire, non crédité)
- Louie Schmitt : aussi, conception de personnages et mise en place (non crédité pour cela)

Décors :
- John Didrik Johnsen  (non crédité)

## Distribution
Source IMDb
Voix originales :
- Tex Avery : Junior (non crédité)

Voix françaises :

## Musiques
Source IMDb
- Lovely Lady

Musique par Jimmy McHugh
- Ouverture de Cavalerie légère

Musique par Franz von Suppé

## Autour du film
Les rapports dans le film sont de l'ordre du duo Georges et Junior, avec le thème de la chasse aux canards de Porky's Duck Hunt (1947).